# Miriam Naor
Miriam Naor (em hebraico:  מרים נאור; 26 de outubro de 1947 – 24 de janeiro de 2022) foi uma juíza israelense. Foi presidente da Suprema Corte de Israel de janeiro de 2015 até outubro de 2017.

## Carreira
Naor estudou direito na Universidade Hebraica de Jerusalém e obteve  doutorado em 1971. De 1972 a 1979 foi promotora e em 1980 foi empossada como juíza. De 1972 a 2001 lecionou na Faculdade de Direito da Universidade Hebraica. De 2015 a 2017 foi Presidente do Supremo Tribunal de Israel; o seu mandato terminou quando atingiram a idade limite de 70 anos fixada para os juízes.